# Lycoming O-540
Il Lycoming O-540 è un motore aeronautico a 6 cilindri contrapposti prodotto, a partire dalla seconda metà degli anni cinquanta, dall'azienda statunitense Lycoming Engines. La sigla 540 si riferisce alla cilindrata del motore espressa in pollici cubici (541,5 in3 corrispondenti a 8874 cm3).
In sostanza si tratta di uno sviluppo del motore Lycoming O-360 a 4 cilindri.

## Storia, sviluppo e descrizione tecnica
Il Lycoming O-540 venne realizzato nella seconda metà degli anni cinquanta; i primi esemplari risalgono al 1957 ed i primi velivoli ad essere equipaggiati con il nuovo 6 cilindri furono il Piper PA-24 Comanche 250 e l'elicottero Hiller 12E; quest'ultimo in particolare era equipaggiato con la versione appositamente realizzata per l'installazione in posizione verticale (come indicato dal prefisso V nella sigla di identificazione del motore).
Il Lycoming O-540 alla sua comparsa era caratterizzato da alimentazione a carburatore (in versioni più recenti sostituito da sistemi di iniezione), mentre la distribuzione è rimasta invariata negli anni e prevede due valvole in testa, azionate da aste e bilancieri.
Tra le modifiche apportate nel tempo sul motore, una in particolare riguarda il sistema per l'assemblaggio dello stesso sui velivoli: attualmente (per tutte le versioni disponibili) avviene mediante castello dinafocale. Questa soluzione prevede che il motore venga collegato al velivolo tramite una struttura di tubi metallici i cui supporti sono inclinati rispetto all'albero motore di 30° (in questo caso supporto di Tipo 1) oppure di 18° (Tipo 2): tale soluzione consente la riduzione delle vibrazioni rispetto alla soluzione originaria, definita conica (con supporti disposti parallelamente all'albero motore).

## Versioni
I dati sulle versioni sono tratti da www.lycoming.textron.com, le note riguardanti le designazioni da www.lycoming.com.
- O-540: designazioni relative alle versioni caratterizzate da alimentazione a carburatori; la sigla O sta ad indicare la configurazione a cilindri contrapposti (dall'inglese Opposed Cylinders);
- AO-540: designazione assegnata a versioni generalmente impiegate in velivoli con capacità acrobatiche (Aerobatic), dotate di carter secco;
- AEO-540: versione per velivoli con capacità acrobatiche, ma con carter umido (AErobatic);
- IO-540: versioni dotate di impianto di iniezione diretta del carburante nei cilindri (Fuel Injection);
- GO-540: il prefisso indica la presenza di un riduttore (Gearbox), installato allo scopo di impedire all'elica il raggiungimento della velocità del suono;
- LO-540: versioni caratterizzate dalla rotazione sinistrorsa dell'albero motore (Left handed); generalmente trovano impiego nei velivoli bimotore (installate sulla semiala destra) per prevenire il fenomeno dell'autorotazione;
- SO-540: versioni sovralimentate mediante compressore volumetrico (Supercharger);
- TO-540: designazioni riguardanti versioni equipaggiate con turbocompressore (Turbocharged);
- VO-540: designazioni relative alle versioni con cui equipaggiare gli elicotteri, disposte in posizione verticale (Vertically-mounted);
- HO-540: versioni montate, in posizione orizzontale, sugli elicotteri (Helicopter);

(Nelle designazioni di produzione l'utilizzo di più prefissi, indica la presenza contemporanea delle diverse caratteristiche indicate).

## Aeromobili utilizzatori

### Aerei
Cile
- ENAER T-35 Pillán

 Germania
- Extra EA-300
- Dornier Do 28

 Francia
- Aérospatiale Epsilon

 India
- HAL HPT-32 Deepak

 Italia
- Aermacchi SF-260
- Piaggio P.166
- SIAI-Marchetti SA-202
- SIAI-Marchetti S-205
- Tecnam P2012 Traveller

 Regno Unito
- Britten-Norman BN-2 Islander
- Britten-Norman Defender
- Britten-Norman Trislander

 Rep. Ceca
- Zlín Z 50

 Romania
- IAR 823
- IAR 826

 Stati Uniti
- Cessna 182
- Lake LA-250 Renegade
- Maule M-7
- Piper Aerostar
- Piper PA-24
- Piper PA-28
- Piper PA-31 Navajo
- Piper PA-32
- Pitts Special
- Wilson Global Explorer
- Wilson Private Explorer

### Elicotteri
Stati Uniti
- Bell 47G4
- Hiller 12
- Robinson R44